# Harnverhalt

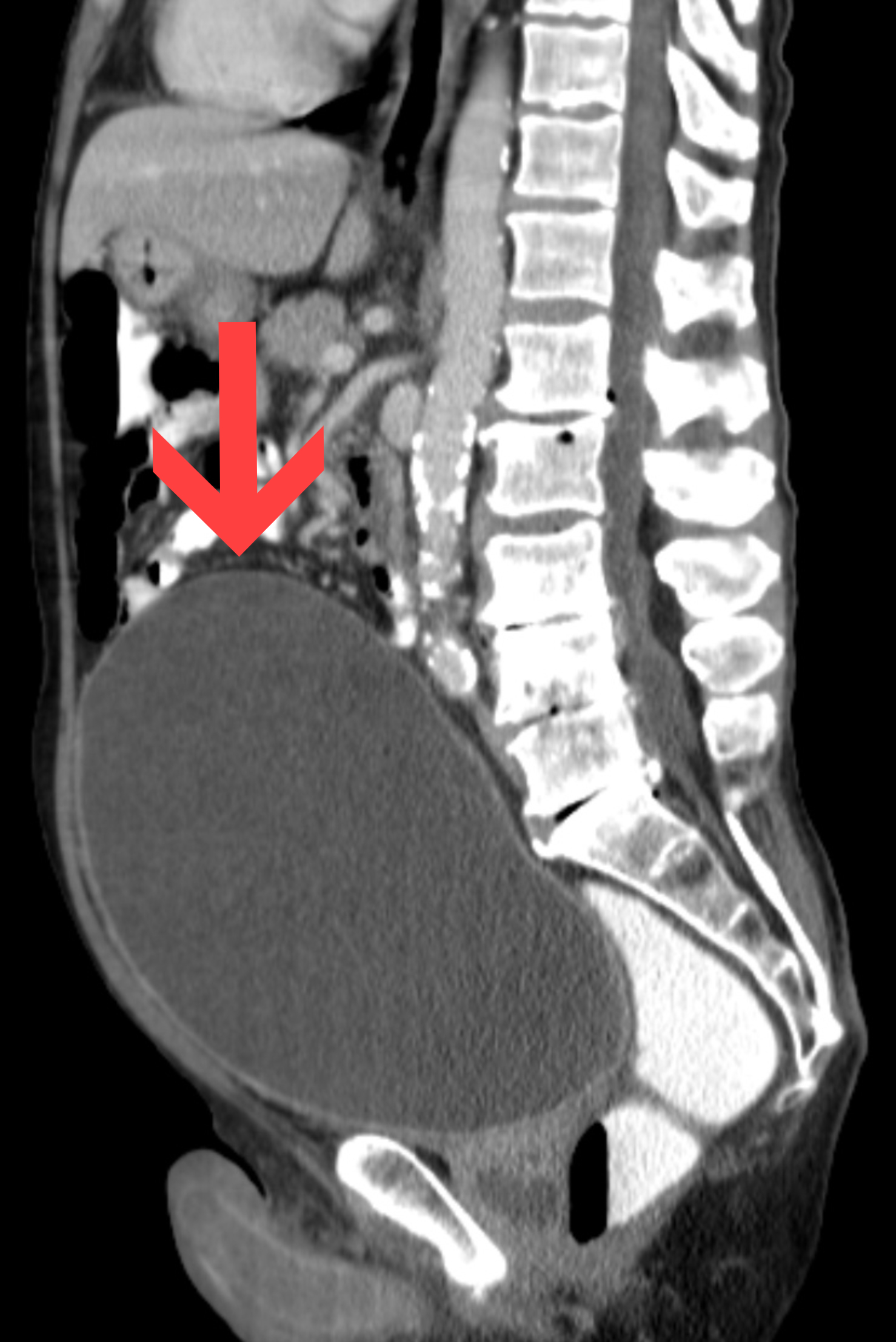
Harnverhalt mit riesiger Blase. Darstellung in der Computertomographie, sagittale Rekonstruktion.

Zu einem Harnverhalt (Synonyme: Harnsperre, Harnverhaltung, altgriechisch ισχουρια ischouria Ischurie, lateinisch Retentio urinae) kommt es, wenn die gefüllte Harnblase nicht spontan entleert werden kann. Ein Harnverhalt kann äußerst schmerzhaft sein, muss aber keine Schmerzen verursachen – vor allem wenn gleichzeitig eine Zuckerkrankheit vorliegt. Wenn der Druck in der Blase so weit ansteigt, dass er das ursächliche Hindernis überwindet, kommt es zu einem ungeregelten Harnabgang im Sinne einer Überlaufblase.
Mechanische Ursachen können eingeklemmte Steine oder Fremdkörper in der Harnröhre, Prostatavergrößerungen, Verletzungen oder Tumoren des Blasenhalses oder der Harnröhre, Harnröhrenklappen, -missbildungen oder -verengungen, Meatusstenosen, Phimosen oder Paraphimosen sein; es existieren aber auch neurogene (nervlich bedingte) und psychogene (seelisch bedingte) Blasenentleerungsstörungen.
Beim Harnverhalt fließt kein Urin, weil der Abfluss behindert ist. Bei der Anurie fließt kein (oder nur wenig) Urin, weil kein (oder nur wenig) Urin gebildet wird. Diese beiden Zustände müssen differentialdiagnostisch unterschieden werden. Im weiteren Zeitablauf fließt beim Harnverhalt doch wieder Urin. Auch bei der Anurie kann sich im Zeitablauf noch Restharn aus der Blase entleeren.

## Ursachen

### Akuter Harnverhalt
Die klassische Ursache eines akuten Harnverhaltes stellt die gutartige Prostatavergrößerung dar. Auch kann die Harnröhre weiter distal z. B. durch Steine, durch eine Verletzung (Harnröhrenstriktur) oder Tumoren verstopft oder stark verengt sein. Bei einem Bandscheibenvorfall oder auch bei Multipler Sklerose (MS) kann durch eine Schädigung des Nervensystems eine akute Harnverhaltung auftreten. Die Störung zeigt sich häufig durch schmerzhaften Harndrang ohne Blasenentleerung. Da es bei länger bestehender Harnverhaltung durch den Harnstau zu Nierenschäden kommen kann, ist eine sofortige ärztliche Behandlung nötig.

### Chronischer Harnverhalt
Liegt eine chronische Harnverhaltung vor, staut sich der Urin oft bis in die Nieren zurück und führt dort zu druckbedingten Schädigungen. Dabei treten als typische Befunde Hydroureter, Hydronephrose und eine Erhöhung der harnpflichtigen Substanzen auf. Therapeutisch erfolgt zunächst die Ableitung mit Harnröhrenkatheter oder suprapubischem Katheter. Bei bestehender Druckschädigung der tubulären Nierenfunktion kommt es nach der Entlastung häufig zu einer polyurischen Phase mit einer Urinausscheidung von bis zu 6 Litern am Tag.
Liegt eine neurogene Ursache der Harnverhaltung zugrunde, ist der Dehnungsschmerz oft nur gering und verursacht wenig Beschwerden. Infolge der lang anhaltenden Überdehnung entstehen myogene Schädigungen mit Restharnbildung, chronische Harnverhaltung und später daraus resultierende Überlaufinkontinenz.

### Postoperativer Harnverhalt
Nach einer Spinal- oder Epiduralanästhesie, wie sie bei Operationen oder Kaiserschnittgeburten vorgenommen wird, kann es auch zu einer Harnverhaltung kommen, die mehrere Stunden anhalten kann. In der Regel verschwindet diese Form des Harnverhaltes von selbst ohne therapeutisches Eingreifen. Hilfreich ist eine frühe Mobilisierung des Patienten. Eventuell muss eine sterile Einmalkatheterisierung vorgenommen werden.

### Harnverhalt durch Medikamente
Durch die Gabe von Anticholinergika bei der Behandlung einer Harninkontinenz kann im negativsten Fall eine Harnverhaltung herbeigeführt werden, die durch eine Dosisreduzierung leicht zu beheben ist. In manchen Fällen ist bei Harninkontinenz sogar die künstlich herbeigeführte Harnverhaltung gewünscht, um dem Patienten die Kontinenz für eine gewisse Zeit zurückzugeben. In diesen Fällen muss der Urin aber durch regelmäßiges Katheterisieren der Harnblase abgeleitet werden. Auch andere Medikamente wie z. B. 1,4-Benzodiazepin-Derivate (Diazepam) oder Antidepressiva können als Nebenwirkung eine Harnverhaltung verursachen.

### Psychisch bedingter Harnverhalt
Unter bestimmten Umständen können manche Menschen ihre Blase nicht entleeren, obwohl sie ausreichend gefüllt und auch ein Harndrang vorhanden ist. Dieses Problem der „schüchternen Harnblase“ Paruresis tritt nur bei bestimmten für diese Personen als störend empfundenen Situationen, wie zum Beispiel bei Anwesenheit anderer Personen in öffentlichen Toiletten, unter Zeitdruck bei Ausflügen, Reisen, … oder bei in Fahrt befindlichen Verkehrsmitteln usw., auf. Von dieser Form der Harnverhaltung sind mehr Männer als Frauen jedes Alters betroffen. Die Hauptursachen scheinen eine zu starke Unterdrückung des natürlichen Miktionsreflexes durch das Gehirn und die Erschlaffung der Blasenmuskel durch Stress zu sein.

## Behandlung
Da es bei akuter Harnverhaltung durch den Rückstau des Harns zu Nierenschäden kommen kann, ist eine sofortige ärztliche Behandlung nötig. Als Sofortmaßnahme wird in der Regel transurethral ein Blasenkatheter gelegt. Kann transurethral kein Katheter eingeführt werden oder besteht der Verdacht auf einen entzündlichen Prozess oder eine Harnröhrenverletzung, ist eine suprapubische Harnableitung notwendig. Auch sollte die Ursache für den Harnverhalt geklärt werden.
Der Dauerkatheter bleibt für 1–3 Tage zur Dauerableitung liegen, danach erfolgt ein Katheterauslassversuch und Restharnkontrolle. Bei erneuter Harnverhaltung oder deutlich erhöhten Restharnmengen über 150 ml erfolgt eine weitere Dauerkatheterableitung oder eine suprapubische Harnableitung.
Eine Harnverhaltung bei Kindern kann ggf. beseitigt werden, indem das Kind in eine mit warmem Wasser gefüllte Badewanne gesetzt wird. Wenn durch diesen Versuch keine Spontanmiktion erfolgt, muss die Harnblase mit einem zur kindlichen Anatomie passenden Blasenkatheter (6–9 Ch.-Einmalkatheter) entleert werden.
Die Behandlung der psychisch bedingten Harnverhaltung liegt in der kognitiven Verhaltenstherapie, deren Ziel darin besteht, die angstauslösenden und verwirrungsstiftenden Gedanken zu reorganisieren und die Überwindung der vermiedenen Situationen zu üben. Da bis heute keine brauchbare medikamentöse Behandlung zur Verfügung steht, kann dem Patienten mit dieser Blasenentleerungsstörung durch die intermittierende Selbstkatheterisierung der Harnblase eine Erleichterung seiner „körperlichen“ Beschwerden verschafft werden.

## Trivia
Im Film Der Schüler Gerber behauptet ein renitenter Schüler auf die Weigerung seines Lehrers hin, ihn (zum eigentlichen Zweck der Unterrichtsstörung) zum Toilettengang zu entlassen: „Tycho de Brahe ist an Harnverhaltung gestorben.“ Der Lehrer erwidert: „Es ist noch nie jemand an Harnverhaltung gestorben.“ Tatsächlich gab es in der Krankengeschichte Brahes vor seinem Tod die Vermutung eines Blasenrisses nach übermäßigem Ignorieren des natürlichen Harndrangs aus gesellschaftlichen Gründen – einer dann allerdings kulturell und nicht medizinisch induzierten Harnverhaltung.
Im 18. Jahrhundert befasste sich unter anderem der französische Mediziner Desault mit der Ischurie. Man unterschied seinerzeit die paralytische Harnverhaltung, die inflammatorische Harnverhaltung, die krampfhafte Urinverhaltung, die Harnverhaltung durch Verstopfung der Harnröhre durch Fremdkörper, die Harnverhaltung durch Strikturen der Harnröhre und die Ischurie infolge von Geschwulst der Prostata.